# Andrzej Adamczyk
Pour les articles homonymes, voir Adamczyk.
 (décembre 2023).
Si vous disposez d'ouvrages ou d'articles de référence ou si vous connaissez des sites web de qualité traitant du thème abordé ici, merci de compléter l'article en donnant les références utiles à sa vérifiabilité et en les liant à la section « Notes et références ».
Andrzej Mieczysław Adamczyk, né le 4 janvier 1959 à Krzeszowice, est un homme politique polonaise membre de Droit et justice (PiS).

## Biographie

### Vie politique
Il est initialement membre de l'Accord du centre (PC). Aux élections locales de novembre 1998, il est élu à l'assemblée du district de Cracovie. Il rejoint Droit et justice en 2001 et se voit réélu l'année suivante.
Pour les élections législatives du 25 septembre 2005, il postule à un mandat de député à la Diète dans la circonscription de Cracovie. Avec 1 582 votes préférentiels, il obtient son siège. Il est réélu au cours des élections législatives anticipées du 21 octobre 2007, avec 3 421 suffrages de préférence. Il progresse nettement lors des élections législatives du 9 octobre 2011, puisqu'il engrange 14 297 voix préférentielles, soit le deuxième score de la liste de PiS. 
Au cours des élections législatives du 25 octobre 2015, il fait partie de la même liste que Jarosław Gowin, candidat de la PO aux deux scrutins précédents. Il totalise 18 514 votes de préférence, ce qui assure sa reconduction à la Diète. Le 16 novembre, Andrzej Adamczyk est nommé ministre des Infrastructures et des Travaux publics dans le gouvernement de la conservatrice Beata Szydło.